# Ацо Висконти
Ацо Висконти или Ацоне Висконти (на италиански: Azzo Visconti, Azzone Visconti; * 7 декември 1302, Ферара, Папска държава; † 16 август 1339, Милано, Сеньория Милано) от фамилията Висконти, е господар на Милано от 1329 до 1339 г., както и господар на Бергамо, Бреша, Вал Камоника, Комо, Валтелина, Бормио, Крема, Кремона, Леко, Лоди, Пиаченца и Верчели.
Освен с политическата и военната си кариера той е запомнен и с големите си строителни работи в Милано и в други градове на Ломбардия.

## Произход
Той е единствен син и наследник на Галеацо I Висконти (1277 – 1328), господар на Милано, и на съпругата му Беатриче д’Есте (1268 – 1334). Негови дядо и баба по бащина линия са Матео I Висконти, господар на Милано, и Бонакоза Бори, а по майчина – Обицо II д’Есте, господар на Ферара и Модена, и Джакомина Фиески, племенница на папа Инокентий IV. Има една сестра:
- Ричарда (1304 – 1361), съпруга на Томас II, маркграф на Салуцо.

Ацо е роден във Ферара, тъй като през юни същата година неговият дядо Матео I е изгонен от града от сем. Дела Торе, както и родителите му, които намират убежище във Ферара. През 1311 г. дядо му възстановява господството и успява да се върне в Милано.

## Биография

### Младост
В края на юни 1322 г., след смъртта на дядо си Матео I, Ацо е направен господар на Пиаченца от баща си заедно с майка си Беатриче. В края на октомври, поради проблемите, които Галеацо предизвиква на Бианкина, съпруга на Вергузио Ланди, Ланди успява да проникне в града с няколкостотин мъже благодарение на някои контакти, които отварят една от вратите за него. В този момент Ацо е в двореца с майка си и тя успява да отвлече вниманието на враговете, като хвърля монети от балконите и в коридорите, което дава време на Ацо да избяга заедно с ескорт от дванадесет рицари. Тогава майка му е ескортирана от Ланди извън контадо Пиаченца. На 8 ноември, поради недоволството на чичовците му Марко Висконти и Лодризио Висконти към баща му Галеацо заради желанието му да започне мирни преговори с папата, в Милано настъпват въоръжени сблъсъци, които принуждават Галеацо на ново изгнание в Лоди при гибелинското семейство Вистарини. Още на 9 – 10 декември обаче Галеацо отново става господар на града.

### В Тоскана
През април 1325 г. Ацо е изпратен от баща си в Тоскана заедно с чичо си Марко, за да подкрепи неговия приятел Кастручо Кастракани. В контекста на това пътуване през април 1325 г. той превзема Фиденца. На 23 септември участва в битката при Алтопашо, където гибелините от Лука, Милано и Сиена нанасят тежко поражение на флорентинските и сиенските гвелфи и на Папската държава. На 11 ноември Кастручо влиза в Лука триумфално като римски император. След като Ацо пристига пред портите на Флоренция заедно с Кастручо, се провеждат като подигравка три конни надбягвания (палио) – едно на рицари, второ на пешеходци и трето на проститутки, за да отмъстят за палиото, организирано от флорентинците две години по-рано под стените на Милано.

### В Емилия
През ноември Ацо отива в Емилия, където вече са регистрирани сблъсъци от няколко месеца между гибелините от Модена и гвелфите от Болоня. Тук той се присъединява към Риналдо II д'Есте и Риналдо Бонаколси и на 15 ноември участва в командването на някои кавалерийски отряди в решителната битка при Дзаполино, където гибелините успяват да постигнат съкрушителна победа, въпреки че имат сили четири пъти по-малки от своите противници.

### Идване в Италия на Лудвиг IV Баварски
През февруари 1327 г. Ацо отива, отново заедно с чичо си Марко Висконти, на диетата, свикана в Тренто от Лудвиг IV Баварски, крал на Германия, където папа Йоан XXII е обявен за еретик и свален. В началото на юли, поради възникналите разногласия между краля и баща му Галеацо, който от месеци е започнал мирни преговори с папата чрез Джовани Мориджа, Ацо е затворен заедно с него и чичовците си Лукино и Джовани в замъка на Монца. Той остава там до 25 март 1328 г., когато е освободен от затвора благодарение на натиска на Кастручо Кастракани върху Лудвиг, който междувременно е коронясан за император. През лятото Ацо отива в Тоскана заедно с баща си и чичо си Джовани по заповед на императора, където посещава Касттручо, който ги посреща чудесно. Кастручо поверява обсадата на Пистоя на Галеацо, но той се разболява под градските стени и на 6 август умира от болест в Пеша.
Когато императорът се връща от Рим, бащата на Ацо Галеацо I вече е мъртъв. След като спира в Тоскана, императорът избира град Пиза за свой дом и тук на 15 януари 1329 г. продава позицията на имперски викарий в Милано на Ацо в замяна на 60 000 златни флорина, а на 20 януари антипапата Николай V прави чичо му Джовани кардинал-дякон. Императорът се нуждае от пари, за да плати на войските си, които заплашват да се върнат в Германия. Тъй като парите не могат да бъдат изплатени веднага, около 800 германски войници искат Марко Висконти да бъде предаден като заложник и номинално поставен под тяхно командване. Междувременно Ацо и Джовани се връщат в Милано, за да съберат това, което са обещали на императора. Предишният викарий Гийом дьо Монфор обаче затваря вратите пред тях и на 2 февруари те са принудени да се установят в Монца, където са добре приети от народа и от голяма част от духовенството, което, заедно с това на своите милански съседи, подкрепя каузата на антипапата срещу Йоан XXII. На 15 февруари те намират начин да зарадват Гийом, който напуска града заедно с германския подест. На мястото на Гийом е назначен Гуискардо Ланча да Грумело. Те успяват да съберат 25 000 златни флорина, които предават на императорския офицер, който се връща в Германия, без да се интересува от заповедите на императора.

### Конфликт с императора
Изоставен от антипапа Николай V, който с разкаяние се връща на служба при папа Йоан XXII, и усещайки възможни бунтове в Тоскана, през април Лудвиг IV Баварски се завръща в Ломбардия. Когато обаче той достига бреговете на река По, е изоставен от шестстотин арбалетчици, които веднага се поставят на служба на сем. Висконти.
Междувременно Ацо и чичо му Джовани, притиснати от Обицо III д’Есте чрез дъщеря му Беатриче (майката на Ацо), работят тайно за помирението на папата, спомняйки си за арогантността и алчността, които характеризират идването в Италия на кралете на Германия, и за затвора си в Монца. На 17 април те изпращат петстотин конници под командването на Пинала и Мартино Алипранди, благородници от Монца, които успяват да получат ключовете от Порта де Гради и да влязат в нея, принуждавайки губернатора Лудвиг фон Тек, взел длъжността две седмици по-рано, да намери убежище в замъка. Там германецът е обсаден благодарение на поредица от укрепления, които го изолират от останалата част на града.
На 21 април император Лудвиг IV Баварски, ядосан от събитията и новата позиция на Висконти спрямо папата, свиква диета в Маркария, където обяснява ситуацията на присъстващите, призовавайки ги да съберат армия, за да ги покорят. Желаейки да гарантира лоялността на хората от Монца, на 26 април Ацо изпраща Боскино Мантегаца и Пагано Мандели да уведомят хората, че императорът тръгва към Милано и Монца с армия, която възнамерява да живее за тяхна сметка и да наложи други данъци след тези, от които са били потискани след влизането му две години по-рано; затова той ги моли да не го приемат и да последват примера на миланците, които са одобрили тази резолюция на общо събрание на съвета няколко дни по-рано. Жителите на Монца казват, че са готови да се противопоставят на императора по всякакъв начин.
Император Лудвиг IV събира армия в Кремона, състояща се от 1000 пехотинци и 2000 конници. В началото на май той пристига под стените на Лоди, но не е приет, затова се насочва към Меленяно и след това към Монца. Лукино Висконти се отправя към Меленяно, но когато пристига там, установява, че императорът вече е отминал. Имперската армия се опитва да атакува Монца от изток, целейки да освободи замъка от обсадата, но не успява да преодолее река Ламбро, особено придошла и с води, които не показват признаци на намаляване и през следващите дни. По съвет на миланските благородници, които се противопоставят на Висконти, той марширува седем мили на север до Аляте, където има мост над реката, пресича го и се връща, за да атакува Монца от запад. Градът обаче не отваря вратите си за него и той е принуден напразно да обсажда замъка няколко дни, като успява само да накара Амурат дела Торе, син на Гуидоне, да избяга. След като се отказва от намерението да превземе Монца, той се насочва към Милано, което обаче е още по-добре укрепено, като се има предвид, че Ацо е построил няколко дървени бастиона и над четиридесет кули, за да защити кръга на Навили (ровове с вода), а след това повишава нивото на водата и осигурява производството на брашно, заобикаляйки мелниците извън Порта Тичинезе. Императорът разполага лагер на 21 май близо до моста Аркето, извън Порта Джовия, но на 11 юни го мести пред малката порта Сант'Амброджо и започва да обсажда града. Той се опитва няколко пъти да завладее мелниците на Порта Тичинезе, за да ги умори града от глад, но безуспешно.
На 19 юни, изоставен от повечето гибелински господари, които го следват, с изключение на Кангранде I дела Скала, императорът решава да изостави начинанието и се оттегли в Павия. На 23 септември Лудвиг IV Баварски потвърждава имперския викариат на Ацо и отменя императорските привилегии и владения, предоставени през предходните две години. В замяна Ацо трябва да му плати 12 000 златни флорина и още 1000 на месец до завръщането му в Германия, а освен това трябва да държи двеста германски войници на разположение, за да бъдат изпратени на помощ на императора в случай на нужда. През декември Лудвиг Баварски пристига в Тренто и оттам се връща в Германия.

### Елиминиране на Марко Висконти и помирение с папата
На 29 юли Марко Висконти напуска Флоренция и се връща в Милано, където е добре приет на 14 август от Ацо и братята на Марко – Лукино и Джовани. Марко обаче е раздразнен от поведението им към него, тъй като те са го оставили заложник на германската армия. На 5 септември той е открит мъртъв в алея до Бролето Векио. Според Мориджа той е починал след внезапно и тежко заболяване, вероятно причинено от отравяне, но според Бернардино Корио и Джовани Вилани той е бил удушен по заповед на Ацо и братята му и след това е хвърлен от прозореца на двореца. В действителност Марко, освен че е ядосан на братята си, е много популярен със своята смелост и своите войнствени добродетели, и иска да сложи ръка върху господството на Милано, като е заплашил публично племенника си няколко пъти. Следователно той е неудобна, опасна фигура, способна отново да дестабилизира държавата.
Ацо е посочен като един от убийците на Марко, но никога не е осъден. С тази маневра той си навлича гнева на папа Йоан XXII, който го отлъчва, поставя град Милано под интердикт и заплашва с нахлуване от неговите френски съюзници. Под този натиск Ацо е принуден да се подчини на папата и да се откаже от своя имперски викариат, въпреки че запазва политическа власт в Милано и на 15 март 1330 г. е направен господар на Милано. Всъщност на 14 май интердиктът над града е вдигнат благодарение на мирните преговори, които се водят с папата. На 15 септември в Авиньон се състои тържественото опрощаване на Висконти, при условие че признае Йоан XXII за легитимен папа, не оказва помощ на нито един еретик или разколник, върне конфискуваното имущество на Дела Торе и на архиепископството, не облага с данъци църковните собственост, не воюва с нито един замък или град, принадлежащи на папата. На 14 февруари 1330 г. папата нарежда на изгнаните милански духовници да се върнат в града.

### Господар на Милано
На 14 март 1330 г. подестът (кметът) на Милано Гуискардо да Грумело свиква генералния съвет в Бролето Нуово, където Ацо Висконти е предложен за генерален и вечен господар на града и областта на Милано и е приет като такъв от мнозинството от деветстотинте съветници; Statutis Communis Mediolani, Statuta Mercatorum Mediolani и Statuta Mercatorum facentium laborarem in lanam в Civitate Mediolani също са потвърдени. Общинските институции на града запазват, макар и номинално, властта да налагат или премахват данъци, да обявяват война и да започват мирни преговори, да управляват публичните приходи, да секат пари, дори ако тези инициативи всъщност изискват одобрението на господаря.
На 1 октомври Ацо се жени за Катерина Савойска-Во, дъщеря на Лудвиг II Савойски-Во, барон на Во, и племенница на граф Аймон Савойски, от която няма деца. Тържеството се състои в базиликата на Свети Амвросий в Милано. По случай сватбата е организиран прекрасен банкет и булката получава подаръци от основните италиански държави, по-специално Генуезката република, Венецианската република, Маркграфство Ферара, Сеньория Верона и Сеньория Мантуа.

### Идване в Италия на Ян Люксембургски
През есента на 1330 г. Ян Люксембургски/Бохемски, син на Хайнрих VII Люксембургски, се опитва да прокара каузата на Лудвиг IV Баварски по дипломатически канали както с папата, така и с Ацо, без обаче да получи нищо значително. Той решава да дойде в Италия с армия, отивайки в Тренто, където свиква диета с всички господари на Ломбардия. По-късно той приема някои брешански посланици, желаещи да му отстъпят господството над града, изоставяйки съюза с Робер Анжуйски, в замяна на неговата помощ срещу веронците, водени от Мастино дела Скала, които го обсаждат. Ян предупреждава веронците да изоставят начинанието и те се оттеглят, след което в края на октомври или края на декември той отива в Бреша, последван от седемстотин конници. Много други градове в Ломбардия и Тоскана го искат за свой суверен и изпращат посланици при него. Ацо, притеснен от поредното идване на германски крал, лицемерничи и след консултация с папата отива да се срещне лично с Ян в Бреша, където му предлага много подаръци, опитвайки се да се умилостиви, след което го посреща достойно във Вимеркате по време на пътуването му до Комо. През пролетта на 1331 г. Ян също изпраща сина си Карл в Италия с армия и го назначава за генерален викарий на всички свои нови владения. След това се отправя към Авиньон, за да се консултира с папата. Господарите гибелини подозират силен съюз между Ян, който е крал на Бохемия, папата и може би дори Робер Анжуйски, което сериозно би застрашило тяхната власт. На 8 август Ацо Висконти, Мастино I дела Скала, Обицо III д’Есте и Луиджи I Гонзага се събират в Кастелбалдо и създават отбранителна лига срещу Ян Люксембургски. На следващата година към нея са добавени и гвелфската Флорентинска република, градовете Комо и Новара и Неаполитанското кралство. Лигата може да разчита и на подкрепата на Лудвиг Баварски, който води война срещу владенията на краля на Бохемия Ян.
През август 1332 г. започват военни действия. Мастино дела Скала бързо превзема Бреша, Ацо прави същото с Бергамо, където позволява съвместното съществуване на гвелфи и гибелини; Тревильо, подчинен на императора, доброволно се предава в ръцете на Висконти. През октомври Лодризио Висконти превзема Павия със съучастието на сем. Бекария, но не и замъка, в който се е укрил гарнизонът на Ян Люксембургски. На 22 ноември има ново събрание на участниците в лигата от Кастелбалдо, които разделят помежду си градовете, отнети от Ян: Бергамо, Кремона и Фиденца отиват при Ацо, Парма при Мастино дела Скала, Реджо при Лудовико I Гонзага, Модена при Обицо III д'Есте и Лука при флорентинците. Джовани Висконти, който вече е архиепископ на Новара от 1329 г., влиза в лигата едва през 1332 г., но скоро привлича на своя страна сем. Кавалаци и други аристократически семейства в града, след което затваря сем. Торниели и е назначен за господар на града. Папата е толкова щастлив, че го назначава за администратор на активите на архиепископството на Милано.
През януари 1333 г. Ян Люксембургски се завръща в Италия с армия от 800 рицари. На 26 февруари той достига Парма и на 14 март Павия, опитвайки се напразно да я освободи от обсадата. Затова той решава да се посвети на ограбването на миланските провинции, надявайки се да предизвика реакцията на Ацо, която така и не идва. Ян няма по-добър късмет, когато се опитва да превземе Бергамо. Най-накрая е решено да се преговаря за примирие. Когато семейство Есте поисква военна помощ от съюзниците, за да прогони папската армия, пристигнала под стените на Ферара, Ацо изпраща шестстотин конници под командването на Пинала Алипранди. На 14 април гибелините печелят голяма победа в решителната битка при Порта Сан Пиетро. Повечето от противниковите гвелфски благородници са заловени, включително графът на Арманяк, който е принуден да се откупи с 50 000 златни флорина. През юни гарнизонът, защитаващ замъка на Павия, се предава и в края на лятото Ян и синът му Карл се завръщат в Германия. Отношенията между папа Йоан XXII и Ацо отново се влошават.

### Подчинение на Верчели и превземане на Кремона
През 1334 г. папският легат Бертрандо дел Поджето е изгонен от Болоня и намира убежище в Авиньон, където подтиква папата да отлъчи отново Висконти и да поднови интердикта над Милано. През март същата година Верчели спонтанно се предава на Ацо, но не и Кремона, която също му принадлежи по силата на споразуменията на Лигата на Кастелбалдо. Кремона е управлявана от Понцино Понцони, който успява да устои на армия от 30 000 мъже, съставена от миланци, от 22 април до първите дни на май, когато приема примирие, според което ще се предаде, ако Ян Люксембургски не му помогне до два месеца и половина; Ян така и не пристига и така Понцони трябва да предаде града на 15 юли.
На 1 септември майката на Ацо, Беатриче, умира и е погребана в красив ковчег в църквата „Сан Франческо Гранде“. На 4 декември папа Йоан XXII умира и на 20 декември на негово място е избран Бенедикт XII.

### Придобиване на Комо, Леко, Лоди, Крема, Пиаченца, Бреша и Юдикат Галура
На 26 ноември 1333 г. Ацо арестува някои членове на миланската аристокрация и ги затваря в замъка в Монца, вероятно съучастници в заговор, ръководен от чичо му Лодризио Висконти. Лодризио успява да намери първо защитата на сем. Руска от Комо, а след това и на Мастино II дела Скала от Верона – градът, в който се среща със сем. Торниели, току-що изгонено от Джовани Висконти, с което започва да крои план как да прогони Ацо. Когато Ацо моли сем. Руска да даде сметка за поведението си, Руска отговарят, че съжаляват за споровете, но че не искат да се месят в работите на сем. Висконти. В Комо обаче от известно време има конфликт между брат Бенедето да Азинаго, назначен за архиепископ от папа Йоан XXII, и Валериано Руска, назначен за такъв от Лудвиг Баварски. През тези седмици Бенедето, след като събира много съюзници около себе си, решава да атакува Комо, за да прогони съперника си. Руска, едва успели да се защитят, молят Ацо за помощ, който си отмъщава, като казва, че не иска да се намесва в техните дела. Затова те искат помощ от сем. Скалиджери, които тръгват с армия към Комо, но щом стигат при река Ада, са възпрепятствани да я пресекат от Висконти. Франчино Руска отново моли Ацо за помощ, като му предлага господството на Комо в замяна на това на Белинцона и Ацо приема. На 25 юли Ацо влиза в Комо с армия, поставя законния архиепископ, укрепва града и умиротворява местните гвелфи и гибелини. Малко след това той завладява Канту и Леко, които възстановява и укрепва. Междувременно, желаейки да разшири полезрението си върху Пиаченца, която тогава е в ръцете на папата, намеква на Франческо Скоти за възможността да си я върне с негова подкрепа, за да не се излага директно. Скоти пада в капана и на 25 юли успява да стане господар на града, навличайки гнева на папата върху себе си. На този етап Ацо вероятно би могъл да намери благоволението на папата, ако освободи Пиаченца. След като завладява Комо, Канту и Леко, наказвайки онези, които са прикрили бягството на Лодризио Висконти, Ацо конфискува всичките активи на Лодризио и по-специално тези в Сеприо. На 28 юли Ацо превзема и разрушава замъка, който Лодризио е построил в Крена близо до Галарате. През август превзема Лоди, прогонвайки Темаколдо, а на 18 октомври е ред на Крема, Караваджо и Романо. През март 1336 г. превзема Фиденца и на 15 декември Пиаченца след седем месеца обсада.
През април 1337 г. Мастино II дела Скала атакува венецианците. Ацо свиква конгрес, на който присъстват семействата Гонзага, Есте и други ломбардски господари. На конгреса е решено не само да не му се предлага никаква помощ, но и да се събере армия, за да води война срещу него. Командването на триста милански конници е дадено на Лукино Висконти, който продължава да обсажда Верона. Мастино го предизвиква на ожесточена битка и двамата се съгласяват за датата 26 юни. Малко преди битката Лукино научава, че германските наемници, присъстващи в неговата армия, възнамеряват да го предадат и да го предадат на врага и когато битката идва, те преминават на страната на Мастино, принуждавайки Ацо да се оттегли към Мантуа, губейки голяма част от каруците. Ако от една страна начинанието във Верона се проваля, от друга Ацо успява тайно да въведе някои от своите войници в Бреша, които отварят градските порти, позволявайки на останалата част от армията да влезе; скоро старият и новият град са превзети, но могъщата крепост успява да устои до 13 ноември. На 29 септември Ацо превзема Брони, отнемайки го от гарнизона в служба на Робер Анжуйски.
През същата година Джована Висконти ди Галура, дъщеря на Нино Висконти и последна наследница на Юдикат Галура, продава правата си върху тази земя на Ацо. Майка ѝ Беатриче д'Есте всъщност е жена на Галеацо I Висконти, бащата на Ацо. Тъй като Сеньория Милано не е морска сила и следователно не е в състояние да защити юдиката, потомците на Ацо на свой ред го продават на Арагонската корона.

### Лодризио Висконти и битка при Парабиаго
През 1338 г. Ацо се опитва да започне мирни преговори между сем. Скалиджери и венецианците, като не иска Скалиджери да увеличат твърде много влиянието си във Венето. Първоначално няма начин да се помирят двете страни, но това се случва на 24 януари 1339 г. Когато Ацо разпуска всички швейцарски и германски наемни милиции, чичо му Лодризио, който все още е във Верона, решава, че е дошъл моментът да се опита да свали Ацо; за да направи това, той започва с наемането на тези милиции благодарение на съучастието на Мастино II дела Скала. Така се формира Компанията на Свети Георги – една от първите наемнически дружини, действащи в Италия, съставена от 7500 конници, 800 пехотинци и 200 арбалетчици. Изглежда, че командир на дружината е някой си Раймондо ди Гивер, известен като Малерба, и със сигурност в нея участват и Конрад фон Ландау (наричан „граф Ландо“ от италианците) и Вернер фон Урслинген, които са главните герои на въоръжените сблъсъци и насилието от всякакъв вид в следващите години. След като получава армията си, Лодризио Висконти се придвижва към Милано, плячкосвайки провинцията на Бреша и Бергамо; на 9 февруари успява да пресече река Ада близо до Риволта, побеждавайки войниците на гарнизон там, водени от Пинала Алипранди. След това отива първо в Чернуско, след това в Сесто, след това в Леняно и при достигане на земите си в Сеприо събира данъците, които не са му били платени по време на изгнанието му, за да плати на войските. Насилието на мъжете от Компанията на Свети Георги кара много жители на района да намерят убежище в Милано, където обаче поради изоставяне на мелниците и полетата в тези земи храната скоро започна да свършва.
Ацо започва да събира войници, което е лесно, тъй като много граждани на Милано, както благородници, така и обикновени хора, се записват доброволно, за да се противопоставят на бруталността на това, което всъщност е чужда армия; той също поисква военната подкрепа на съюзниците. След като събира войските, той поставя чичо си Лукино Висконти начело, но, поразен от подагра, Ацо остава в Милано, защитавайки го с гарнизон от седемстотин души. Лукино, заедно с по-голямата част от армията, разквартирувана в Нервиано, нарежда на авангарда да заеме позиции в Парабиаго и на ариергарда да лагерува в Ро, а освен това изпраща по-малки контингенти в три или четири други близки селища. Голямото количество сняг обаче, паднал през предходните дни, затруднява създаването на истински лагери.
При първите зори на 21 февруари, въпреки че вали обилен сняг, Лодризио Висконти решава да напусне Леняно и да потърси ожесточена битка, тъй като данъчните приходи, произтичащи от Сеприо, не биха били достатъчни за поддържане на наемническата дружина за дълго време. Той разделя хората си на три отряда, които продължават към Парабиаго и го атакуват изненадващо от три различни посоки. Там Райналд фон Лонрих командва авангарда, съставен от 2000 пехотинци и 800 кавалеристи, почти всички германски наемници. Първоначално Райналд е изненадан, тъй като много войници все още спят, но бързо успява да реорганизира войските и да създаде засилена защита, която продължава до обяд, когато заедно с триста рицари и Джовани Висконти, нар. Джованоло, син на Верчелино Висконти повече от 2000 пехотинци и 500 конници са убити или бягат. Преди да стигне до лагера, Лукино Висконти, за да повдигне духа на хората си, посвещава в рицари някои от благородниците, които го следват. След това, викайки Miles Sancti Ambrosii, те нападат врага. Много от тях се отличават в битката, като Антонио Висконти, извънбрачният син на Матео Висконти, който след като убива много врагове, залавя едно от знамената. Храбростта на миланците обаче не е достатъчна и след многочасова битка Лукино Висконти е свален от коня си, ранен, съблечен и вързан за орехово дърво в очакване на края на битката, след което те започват да се оттеглят към Нервиано. Преди да стигнат до там, пристигат подкрепления от Милано, състоящи се от 300 савойски конници, водени от Еторе да Паниго и други ферарски рицари под командването на Бранделизио да Марано. Миланската армия се реорганизира и след като освобождава Лукино, се връща, за да атакува Компанията на Свети Георги, чиито войници, уморени от битка, са разбили редиците и разграбват Парабиаго. Скоро успяват да ги победят, като пленяват Лодризио заедно с двамата му синове Амброджо и Джаното. По-късно Лодризио е затворен в замъка Сан Колумбано. Според легендата миланците побеждават благодарение на чудотворното явяване на Амвросий Медиолански на кон в бяла роба, който държи камшика, ужасил вражеската армия. В знак на благодарност към светеца е извършено шествие до базиликата му в Милано и е посветена църква на мястото, където се е появил. Най-накрая е постановено, че всяка година, в деня на битката, трябва да се извършва процесия от Милано до тази църква; това се прави до епохата на Карло Боромео.

### Смърт
През май 1339 г. споровете между Висконти и Църквата са разрешени и на 4 юли Айкардо Антимиани, архиепископ на Милано, прави тържественото си влизане в града, но умира на 10 август. Ординариите се събират, за да изберат наследник и се споразумяват за името на Джовани Висконти, чичо на Ацо, тогава епископ на Новара, което е одобрено от папа Бенедикт XII.
На 16 август 37-годишният Ацо Висконти умира, вероятно поради усложнения от подаграта, която го измъчва от известно време. Преди да умре, той пише завещание, оставяйки, според Галвано Фиама, „повече милостиня, отколкото някой някога е правил господар в Ломбардия преди него". Повече от 3000 души, облечени в черно, присъстват на пищното погребение, трогнати от искрена скръб към един от най-добрите господари от неговата династия. Тялото му е поставено в ковчега, изваян за него от Джовани ди Балдучо, намиращ се в църквата „Сан Готардо ин Корте“, която той е поръчал преди няколко години. Ацо няма мъжки наследници (има само дъщеря, Лукина) и е наследен като господар на Милано от чичовците си Джовани Висконти и Лукино Висконти.
- Гробът на Ацо Висконти в църквата  „Сан Готардо ин Корте“ в Милано
- мГробницата на Ацо Висконти в църквата „Сан Готардо ин Корте“ в Милано е изваяна от Джовани ди Балдучо и неговата работилница. Релефът върху него показва император Лудвиг Баварски, който обявява Ацо за имперски викарий. Паметникът е демонтиран по време на неокласическата реконструкция на църквата и възстановен в съвремието по начина, по който е видим днес, но няколко части от него са междувременно изгубени.

## Брак и потомство
∞ 1330 за Катерина Савойска-Во (1324 – 18 юни 1388), дъщеря на Лудвиг II Савойски-Во, барон на Во, от която няма деца.
Има една извънбрачна дъщеря:
- Лукина Висконти, ∞ за Луколо дела Дзота.[23]

## Наследство
Ацо инициира художествено обновление в Милано и изгражда голям брой укрепителни съоръжения в Ломбардия.
През 1330 г., малко след като официално става владетел на Милано, той нарежда да се започне изграждането на каменна, назъбена градска стена, оборудвана със сто кули и дълга приблизително 6 км. Пресечена е от шест големи порти (Комазина, Нуова, Ориентале, Романа, Тичинезе и Верчелина), укрепени с двойни кули и дузина съществуващи преди това малки порти. Всички те носят мраморна плоча, в която е изсечена змията на Висконти. Всъщност дотогава Милано е бил защитен от кръг от земни бастиони, бранени от кули, и от рова, образуван от кръга на Навили. Той също така Ацо нарежда тесните улици в близост до стените да бъдат разчистени от всяка сграда, превръщайки ги в тераси, широки около 18 m. Втори път минава успоредно на терасите близо до външния ръб на рова, извън стените. Работата е завършена през 1338 г.
През 1332 г. Ацо основава (или поне допринася за основаването с финансиране) болницата „Сан Джакомо дей Пелегрини“ („Свети Яков на поклонниците“), разположена при стените близо до Порта Верчелина. Свети Яков е избран, тъй като градът се освобождава от обсадата на Лудвиг Баварски на 25 юли 1330 г. Структурата е проектирана да подслонява бедните и поклонниците, по-специално тези, които се готвят да извървят пътя до Сантяго де Компостела. Администрира се от конгрегация на светски учени, съставена от милански благородници – Scola dell'Ospitale di San Giacomo.
През 1333 г. Ацо нарежда да се построи колосална камбанария с височина 250 лакътя, равни на 111,15 m като се има предвид римският лакът или на 148,73 m като се има предвид миланският, от северната страна на базиликата „Санта Мария Маджоре“; предишната е разрушена по заповед на Фридрих Барбароса през 1162 г., така че църквата е без нея повече от 170 години. В лоджия в основата ѝ той поставя позлатена бронзова статуя на кон. На външните лица на основата има мраморни щитове, изобразяващи гербовете на всяка от шестте порти, на Висконти, Империята, Църквата и Комуна Милано. Външният вид може да е бил подобен на този на кулата Торацо в Кремона. За да се постигне това, някои таверни, които са практически до базиликата, са разрушени и площадът е разширен. На 11 април 1353 г. камбанарията внезапно се срутва, затрупвайки къщите на канониците, повреждайки базиликата и убивайки около 200 души. По време на своето съществуване тя е една от най-високите сгради в света.
Ацо укрепва канализационната система на Милано, като се има предвид, че улиците по това време са мръсни, насочвайки канализацията към кръга на Навили и към реките Севезо и Нироне.
Между 1333 и 1336 г. той възстановява градските стени на Монца, като ги подсилва с кули, пътеки и с частично отклонение на река Ламбро. Той също така удвоява стените близо до замъка с допълнителен бастион, заобиколен от втори ров. На Порта Милано, разположена по посока на едноименния град, той поставя три мраморни щита: в центъра е гербът на Висконти, фланкиран отляво с този на Църквата и отдясно с този на Империята. Под трите щита има барелеф, изобразяващ Богородица и някои светци, а под него е древният герб на Монца, състоящ се от щит с полумесец в центъра.
Започвайки от 1333 г., Ацо обновява и разширява Бролето Векио в Милано, преди това център на комуната, който по-късно става резиденция на Висконти, а през XVIII век е трансформиран в Кралски дворец от Джузепе Пиермарини, докато седалището на комуната отдавна се е преместило в Палацо дела Раджоне. Ацо има голяма кула, добавена в югозападния ъгъл на главния двор, а многото спални, които заобикалят основата, са великолепно украсени и обзаведени. В една от тях стенописите (сега изгубени), украсени със злато и емайл, представляват велики крале и кондотиери от миналото, както исторически, така и митични, включително самия Ацо. Те са дело на Джото и някои художници, повлияни от него; същата година Джото, който е във Флоренция, е поканен от Ацо да работи в Милано с оглед на политика, която е подкрепена от престижа, даден от великите имена на художници. Днес от отпечатъка на Джото е останала само фреската на Разпятието, първоначално поставена от външната страна на църквата „Сан Готардо ин Корте“, а след това през 50-те години на XX век, поради лошото ѝ състояние, върната обратно в църквата. Вътре в двореца има дори големи медни птичарници, съдържащи птици от всякакъв вид, както и менажерии с лъвове, мечки, маймуни и щрауси. Ацо отклонява част от водите на река Нироне, за да могат да бъдат използвани в Бролето Векио, където те оживяват фонтани и пълнят рибарник и след това се вливат в река Севезо. В средата на рибарника има мраморна колона с ангел, който държи знамето на Висконти, а под него водата тече от четири змея, падащи в басейна долу, пълен с риба; от едната страна в мрамор е издълбано нещо като пристанище с кораби, представляващи сцена от Ппуническа война, докато другата представлява градина с цветя и екзотични плодове.
Между 1330 и 1336 г. Ацо нарежда строежа на църквата „Сан Готардо ин Корте“ на кремонския архитект Франческо Пекорари, който вероятно има за справка рисунките на Джото на първоначалния проект на камбанарията на Санта Мария дел Фиоре във Флоренция; те вдъхновяват формата на изолираната камбанария, отделена от църквата, издигната върху квадратна основа и завършваща с висок шпил. От църквата, приложена към Бролето Векио, днес се е запазила красивата 55-метрова осмоъгълна камбанария. Един от първите обществени часовници в Италия е монтиран на камбанарията; часовете се отбелязват със съответния брой камбанни звънове. Посвещението към светеца-покровител на страдащите от подагра произтича от мъките, които тази болест причинява на Ацо. Вътре в църквата е надгробният паметник на Ацо, дело на Джовани ди Балдучо. Ацо има манастир, добавен към църквата, част от францискански манастир.
В Милано Ацо нарежда да се построи мраморна лоджия със заострени арки, разположена до съществуващата преди това Лоджия „Озии“; по-късно тя е разрушена от Джовани Мария Висконти, за да се построи Палатът на палатинските школи, чийто сегашен вид е резултат от обновяване от XVII век, необходимо след пожар, който унищожава предишната структура. През същия период Ацо нарежда да бъдат построени най-малко три кули, едната в седалището на Креденца на свети Амвросий (една от управителните структури на комуната), другата при Порта Тичинезе и последната в двореца на Провизионния съд, който съставлява северната част на Бролето Векио; близо до Бролето той нарежда няколко къщи да бъдат изравнени, за да се създаде площад, където се провежда седмичен пазар, където се продават дрехи и платове.
През 1334 г. построява замък в Лоди, а през декември 1336 г. – замък в Пиаченца.
През 1336 г. започва реконструкцията на град Леко и го укрепва с пръстен от стени и замък (от който сега е останала само кулата). Всъщност градът е опожарен и изравнен със земята от дядо му Матео I Висконти през юли 1296 г. Между 1336 и 1338 г. Ацо нарежда да се построи Понте Векио над река Ада, за да се подобри връзката с Милано. Мостът, дълъг 131 m и широк 9 m, се състои от осем кръгли арки (по-късно десет) от камък, две кули, поставени да защитават двата входа, оборудвани с ривелин и подвижен мост и кула, която се издига след първите две арки, оборудвана също с подвижен мост; всичко е завършено от гълъбарник за спортни гълъби. През първата половина на XV век в средата на самия мост е построена и малка крепост, където отсяда пазачът, със сигурност съществуващ още по времето на Франческо I Сфорца.
През 1337 г. той започва изграждането на замъка Сант'Антонино в южната част на градските стени на Пиаченца.
През 1339 г. Ацо поръчва великолепния ковчег на Свети мъченик Петър на пизанския скулптор Джовани ди Балдучо, който днес се съхранява в параклиса Портинари в базиликата „Сант'Еусторджио“ в Милано.